# John Lyng
John Daniel Lyng (ur. 22 sierpnia 1905 w Trondheim, zm. 18 stycznia 1978 w Bærum) – norweski polityk i prawnik, działacz Partii Konserwatywnej, od sierpnia do września 1963 premier Norwegii, parlamentarzysta i minister.

## Życiorys
Z wykształcenia prawnik, studia podjął w 1923, stopień cand.jur. uzyskał 1927. Kształcił się następnie w zakresie prawa konstytucyjnego oraz administracyjnego w Kopenhadze i Heidelbergu. W różnych okresach orzekał jako sędzia, od 1945 do 1947 praktykował w biurze oskarżyciela publicznego.
Działał w Liberalnej Partii Lewicy, z jej ramienia w 1934 został radnym Trondheim. Kierował klubem radnych, w 1936 wszedł w skład władz centralnych partii. Gdy ugrupowanie zaprzestało faktycznej działalności, dołączył w 1938 do partii konserwatywnej. W okresie II wojny światowej działał w ruchu oporu, w 1943 zmuszony do wyjazdu do Szwecji, pracował w administracji emigracyjnego rządu w Sztokholmie i Londynie.
Po powrocie do kraju kontynuował działalność polityczną. W kadencjach 1945–1949, 1950–1953, 1958–1961 i 1961–1965 sprawował mandat posła do Stortingu. Od 1955 do 1959 zasiadał w radzie miasta Skien.
Gdy w 1963 dwóch posłów Socjalistycznej Partii Ludowej zagłosowało za wotum nieufności wobec laburzystowskiego rządu Einara Gerhardsena, John Lyng sformował nową koalicję (konserwatystów, centrystów, chadeków i liberałów), 28 sierpnia tegoż roku stając na czele pierwszego od blisko 30 lat niesocjalistycznego rządu. Ostatecznie jednak posłowie lewicy poparli Partię Pracy i wobec braku parlamentarnej większości już 25 września 1963 rząd Johna Lynga zakończył urzędowanie. W latach 1964–1965 pełnił funkcję gubernatora okręgu Akershus. Od października 1965 do maja 1970 był ministrem spraw zagranicznych w rządzie Pera Bortena.